# Аэропорт 1975
«Аэропорт 1975» (англ. Airport 1975) — кинофильм 1974 года, фильм-катастрофа. Второй фильм из серии «Аэропорт», начатой в 1970 году одноимённым фильмом.
При бюджете в 3 000 000 долларов фильм собрал в прокате в США 25,3 млн долларов и стал успешным. Премьера фильма состоялась 18 октября 1974 года в США.

## Сюжет
Пилоту частного самолёта Beechcraft Baron борт N975OY, летящего на высоте 10000 футов, внезапно становится плохо. Самолёт резко набирает высоту и на полной скорости врезается в авиалайнер Boeing 747-123 авиакомпании Columbia Airlines борт N9675, выполняющий рейс 409 по маршруту Вашингтон—Лос-Анджелес.
В результате столкновения Beechcraft разбивается, а в носовой части «Боинга» образуется огромная дыра, наполовину разбившая кабину пилотов. Связь с землёй потеряна, второй пилот и бортинженер погибли, а командир экипажа выжил, но серьёзно травмирован и потерял зрение. А в это время старшая стюардесса пытается успокоить пассажиров.

## В ролях
- Чарлтон Хестон — Алан Мёрдок, командир экипажа, КВС-инструктор авиакомпании Columbia Airlines
- Карен Блэк — Нэнси Прайор, старшая стюардесса рейса 409
- Мирна Лой — Миссис Дэвани, пассажирка рейса 409
- Марта Скотт — Сестра Беатрис, пассажирка рейса 409
- Глория Свенсон — Глория Свенсон, пассажирка рейса 409 (камео)
- Джордж Кеннеди — Джо Патрони, авиамеханик
- Сьюзан Кларк — Хелен Патрони, жена Джо Патрони
- Ефрем Цимбалист-младший — Стейси, командир экипажа рейса 409
- Рой Тиннес — Уриас, второй пилот рейса 409
- Эрик Эстрада — Хулио, бортинженер рейса 409
- Хелен Редди — Сестра Рут, пассажирка рейса 409
- Линда Блэр — Дженис Эббот, пассажирка рейса 409
- Дэна Эндрюс — Скотт Фриман, пилот Beechcraft Baron борт N975OY
- Сид Сизар — Барни, пассажир рейса 409
- Нэнси Олсон — Миссис Эббот, пассажирка рейса 409
- Линда Харрисон — Уинни, пассажирка рейса 409
- Джерри Стиллер — Сэм, пассажир рейса 409
- Кен Сэнсом — Гэри
- Боб Хастингс — друг Фримана в аэропорту

## Самолёты, снявшиеся в фильме
Boeing 747-123 (заводской номер 20390, серийный 136) был выпущен в 1971 году (первый полёт совершил 7 мая). Эксплуатировался авиакомпаниями:
- American Airlines (с 25 мая 1971 года по 12 сентября 1984 года, борт N9675).
- Trans Mediterranean Airways (TMA) (с 2 июня 1976 года по 10 января 1977 года, борт OD-AGM) — сдавался в лизинг.
- UPS Airlines (с 12 сентября 1984 года, борт N675UP).

В 1974 году снялся в фильме «Аэропорт 1975».
С 2005 года находился в аэропорту Росвелла на хранении.
В ноябре 2011 года был списан и разделан на металлолом.
Beechcraft 95-A-55 Baron с бортовым номером N9750Y разбился при столкновении 24 августа 1989 года в Калифорнии, повторив свою судьбу на экране.

## Съёмочная группа
- Авторы сценария: Артур Хейли и Дон Ингаллс
- Режиссёр-постановщик: Джек Смайт
- Оператор-постановщик: Филип Х. Летроп
- Художники-постановщики: Джордж Уэбб, Эдит Хэд и Мики С. Майклс
- Композитор: Джон Какавас
- Монтаж: Дж. Терри Уильямс
- Продюсеры: Уильям Фрай и Дженнингс Лэнг